# Општина Света Ана
Општина Света Ана (словен. Sveta Ana) је једна од општина Подравске регије у држави Словенији. Седиште општине је насеље Света Ана в Словенских Горицах.

## Природне одлике
Рељеф: Општина Света Ана налази се у североисточном делу Словеније, у словеначком делу Штајерске. Подручје општине припада области северних Словенских Горица, брдском крају познатом по виноградарству и справљању вина.
Клима: У општини влада умерено континентална клима.
Воде: У општини нема већих и значајнијих водотока, а подручје општине је у сливу Муре.

## Становништво
Општина Света Ана је средње густо насељена.

## Насеља општине
| - Дражен Врх - Жице - Згорња Бачкова - Згорња Рочица - Згорња Шчавница - Кремберк | - Криви Врх - Лединек - Локавец - Роженгрунт - Света Ана в Словенских Горицах - Фролех |  |

## Додатно погледати
- Света Ана в Словенских Горицах